# Projeto Gemini
O Projeto Gemini foi o segundo projeto de exploração espacial realizado pela NASA, antecedido pelo Projeto Mercury, e ao qual se seguiu o Programa Apollo. No projeto, realizaram-se diversas pesquisas sobre o comportamento dos tripulantes e as máquinas no espaço, particularmente manobras de acoplamento em órbita terrestre e atividades extraveiculares (habilidades consideradas importantes para o voo até a Lua).
A NASA anunciou em 7 de dezembro de 1961 o plano de estender o programa espacial de voos tripulados, desenvolvendo uma nave espacial para dois tripulantes. O projeto foi iniciado oficialmente em janeiro de 1962 com o nome de Gemini.
A nave Gemini era um melhoramento da pequena nave Mercury (com capacidade para um astronauta). A cápsula tinha 5,8 m de comprimento e 3 m de diâmetro, pesando 3 810 kg. O projeto usou como lançador o foguete Titan 2.
Desenvolvido no contexto da Corrida Espacial, o projeto custou aproximadamente US$ 1,3 bilhões de dólares (ou US$ 8,2 bilhões, em valores de 2021) aos cofres públicos do governo dos Estados Unidos.

## Missões

### Gemini 1
- 8 de Abril de 1964 - 12 de Abril de 1964
- Tempo de Voo: 4 dias
- Número de órbitas: 74
- O primeiro voo do programa Gemini.

### Gemini 2
- 19 de Janeiro de 1965
- Tempo de Voo: 18 minutos e 16 segundos
- Número de órbitas: 0
- Teste de voo Sub-Orbital da nave Gemini.

### Gemini 3
- 23 de Março de 1965
- Tripulação: Virgil Grissom e John Young
- Tempo de Voo: 4 horas, 52 minutos e 2 segundos
- Número de órbitas: 3
- O primeiro voo tripulado do programa Gemini.

### Gemini 4
- 3 de Junho de 1965 - 7 de Junho de 1965
- Tripulação: James McDivitt e Edward White
- Tempo de Voo: 4 dias, 52 minutos e 31 segundos
- Número de órbitas: 62
- Primeira caminhada espacial de um norte americano.

### Gemini 5
- 21 de Agosto de 1965 - 29 de Agosto de 1965
- Tripulação: Gordon Cooper e Charles Conrad
- Tempo de Voo: 7 dias, 22 horas, 55 minutos e 14 segundos
- Número de órbitas: 120
- A Gemini 5 estabelece novo recorde para duração de um voo tripulado espacial.

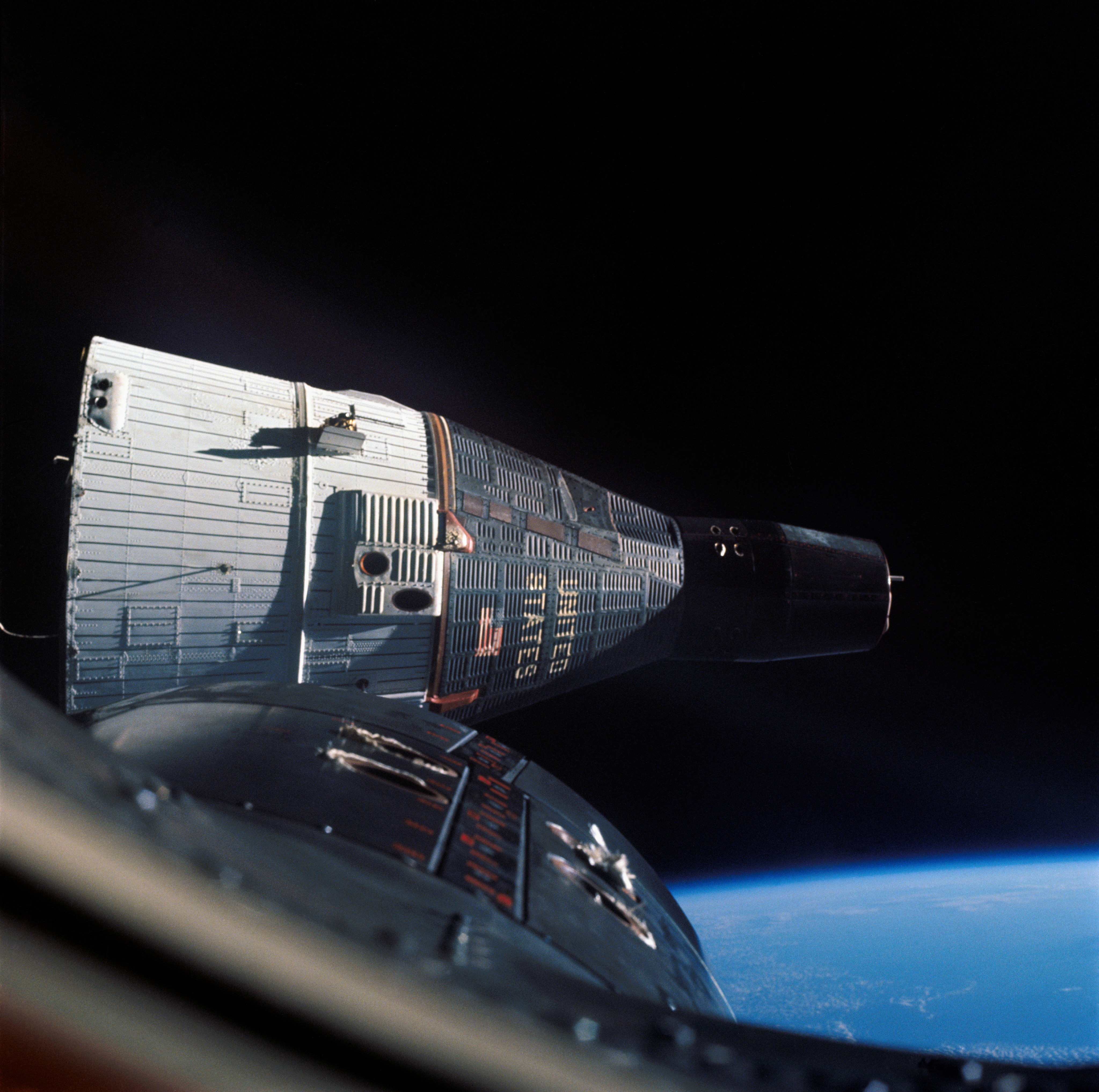
Rendez-vous da Gemini 6A e da Gemini 7

### Gemini 6
- 15 de Dezembro de 1965 - 16 de Dezembro de 1965
- Tripulação: Walter Schirra e Thomas Stafford
- Tempo de Voo: 1 dia, 1 hora, 51 minutos e 24 segundos
- Número de órbitas: 16
- Gemini 6 veio dentro de 30 polegadas da Gemini 7. Ambos as naves voaram em formação por 20 horas. Esta missão permitiu testar manobras e abordagem técnica que seria usado no programa Apollo.

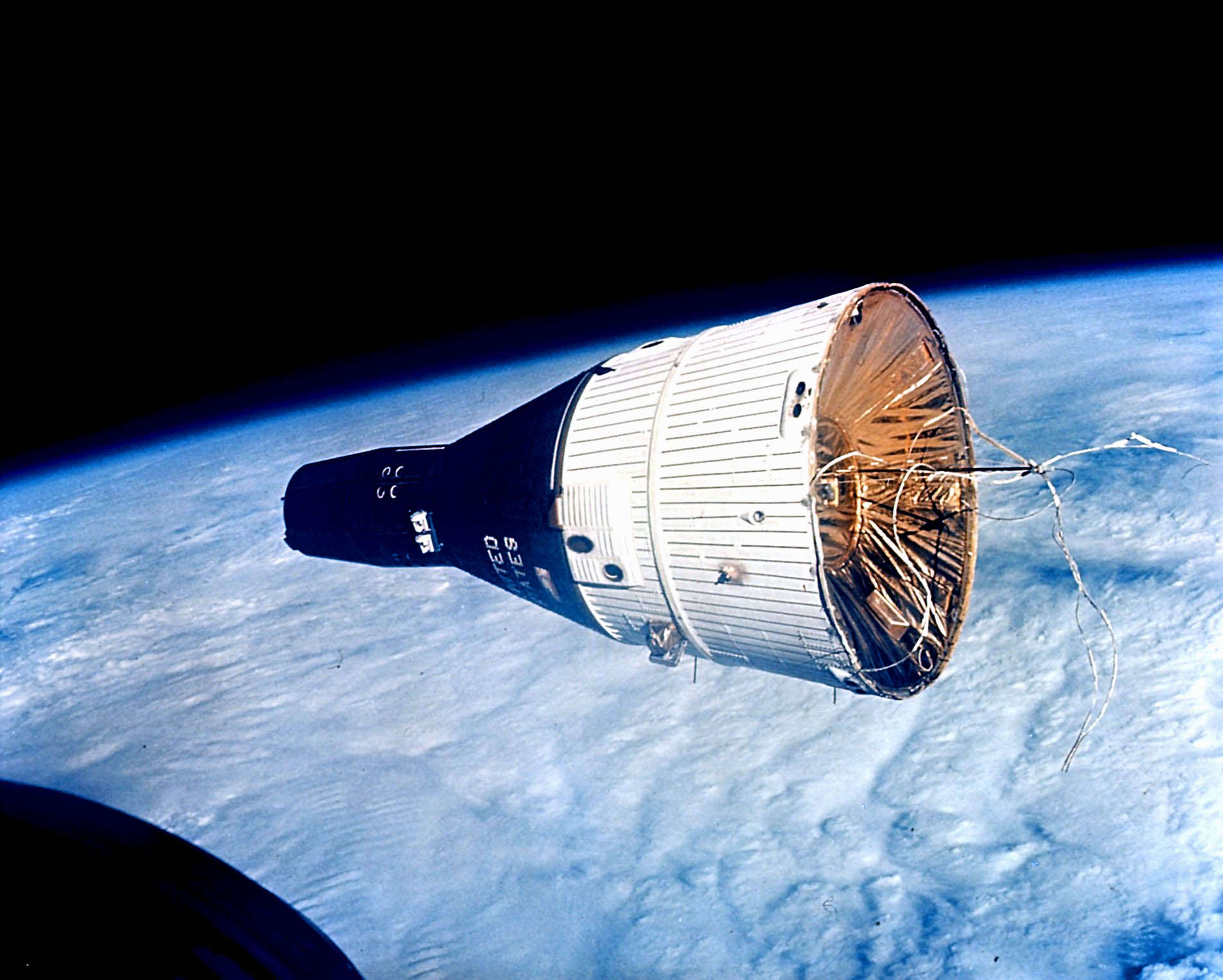
Nave Gemini em órbita.

### Gemini 7
- 4 de Dezembro de 1965 - 18 de Dezembro
- Tripulação: Frank Borman e James Lovell
- Tempo de Voo: 13 dias, 18 horas, 35 minutos e 1 segundo
- Número de órbitas: 206
- O objetivo da missão era estudar os efeitos da ausência de gravidade em um longo prazo.

### Gemini 8
- 16 de Março de 1966 - 17 de Março de 1966
- Tripulação: Neil Armstrong e David Scott
- Tempo de Voo: 10 horas, 41 minutos e 26 segundos
- Número de órbitas: 7
- Primeira acoplagem com Agena; defeito quase ocasionou desastre e perda dos astronautas; primeiro pouso de emergência do programa espacial.

### Gemini 9
- 3 de Junho de 1966 - 6 de Junho de 1966
- Tripulação: Thomas Stafford e Eugene Cernan
- Tempo de Voo: 3 dias, 2 horas, 34 minutos e 31 segundos
- Número de órbitas: 59
- Três diferentes tipos de rendez-vous: 44 órbitas completadas.

### Gemini 10

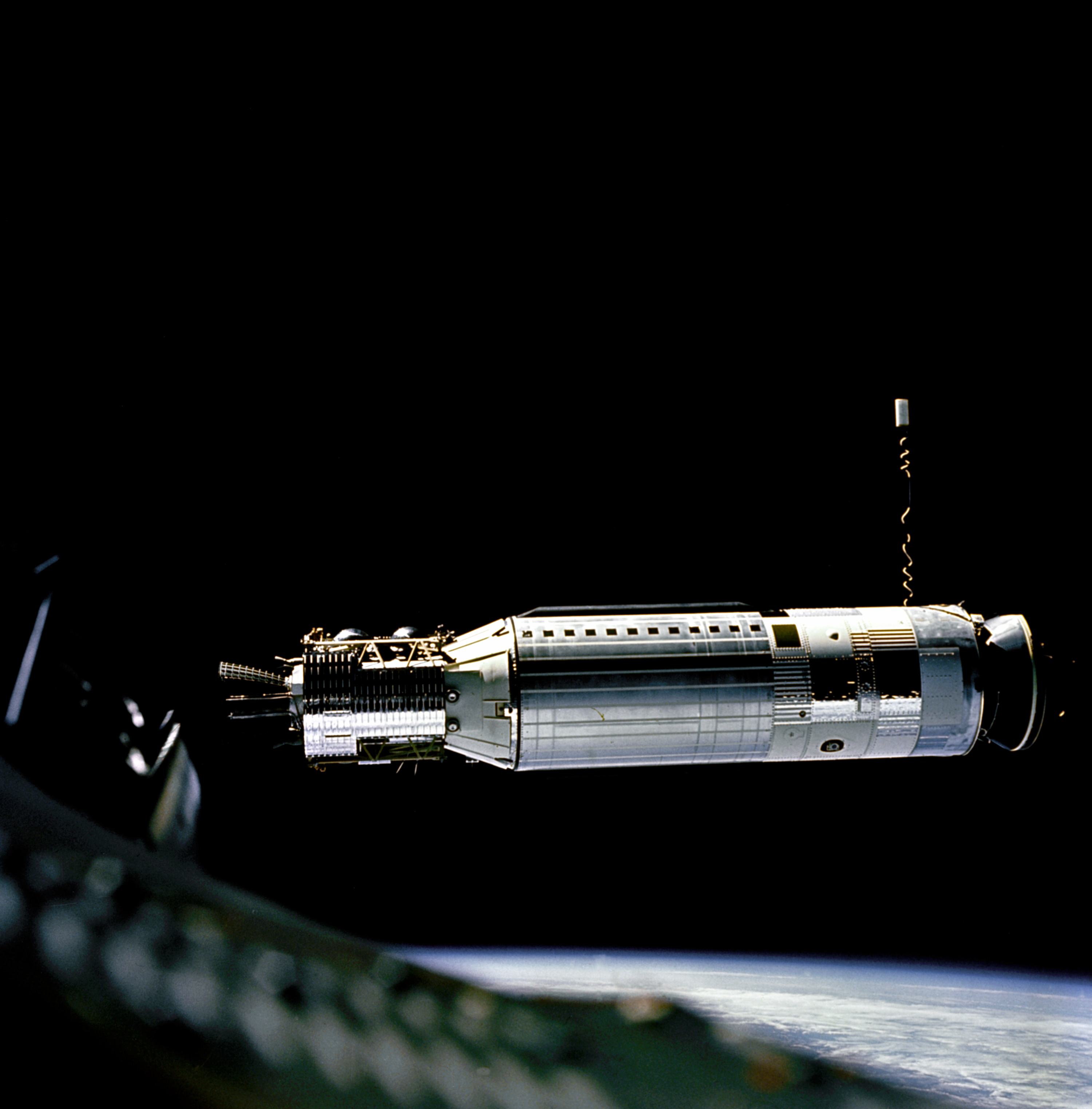
Aproximando-se do estágio Agena

- 18 de Julho de  1966 - 21 de Julho de  1966
- Tripulação: John Young e Michael Collins
- Tempo de Voo: 2 dias, 22 horas, 46 minutos e 39 segundos
- Número de órbitas: 43
- Primeiro uso dos sistemas propulsores da Agena; rendez-vous com veículo Gemini VIII; Collins fica 49 minutos em atividades extraveiculares e 39 minutos para recuperar experimento na Agena.

### Gemini 11
- 12 de setembro de 1966 - 15 de setembro de 1966
- Tripulação: Charles Conrad, Jr. e Richard Gordon
- Tempo de Voo: 2 dias, 23 horas, 17 minutos e 8 segundos
- Número de órbitas: 44
- Recorde de altitude da Gemini (1 189,3 km); rendez-vous e acoplagem com Agena.

### Gemini 12
- 11 de Novembro de 1966 - 15 de Novembro de 1966
- Tripulação: James Lovell e Buzz Aldrin
- Tempo e Voo: 3 dias, 2 horas, 34 minutos e 31 segundos
- Número de órbitas: 59
- Último voo do Projeto Gemini; Aldrin executa uma atividade extraveicular de 5 horas.

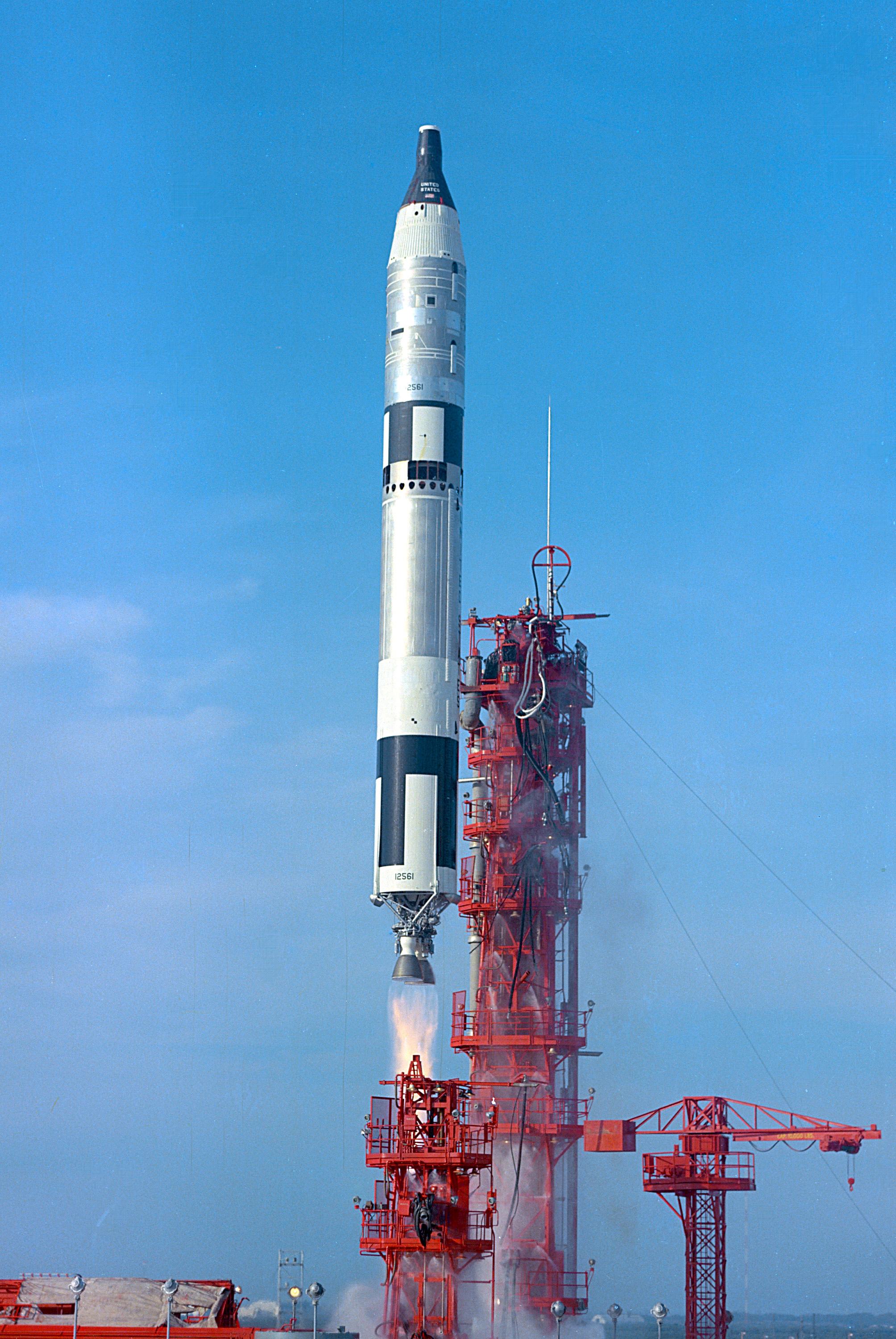
Lançamento da Gemini 6A